# Santa Cruz de Aragua
Pour les articles homonymes, voir Santa Cruz.
Santa Cruz de Aragua est une localité du Venezuela, chef-lieu de la municipalité de José Ángel Lamas dans l'État d'Aragua. Elle est située au sud-ouest de l'agglomération de Maracay dont elle fait partie.